# 148
148 (CXLVIII na numeração romana) foi um ano bissexto do século II do Calendário Juliano, da Era de Cristo, as suas letras dominicais foram A e G (52 semanas), teve início a um domingo e fim numa segunda-feira.
| Ano completo                       |
| ---------------------------------- |
| Ano bissexto com início ao domingo |